# Tetramorium depressiceps
Tetramorium depressiceps är en myrart som beskrevs av Menozzi 1933. Tetramorium depressiceps ingår i släktet Tetramorium och familjen myror. Inga underarter finns listade i Catalogue of Life.